# Victoria von Calvatone

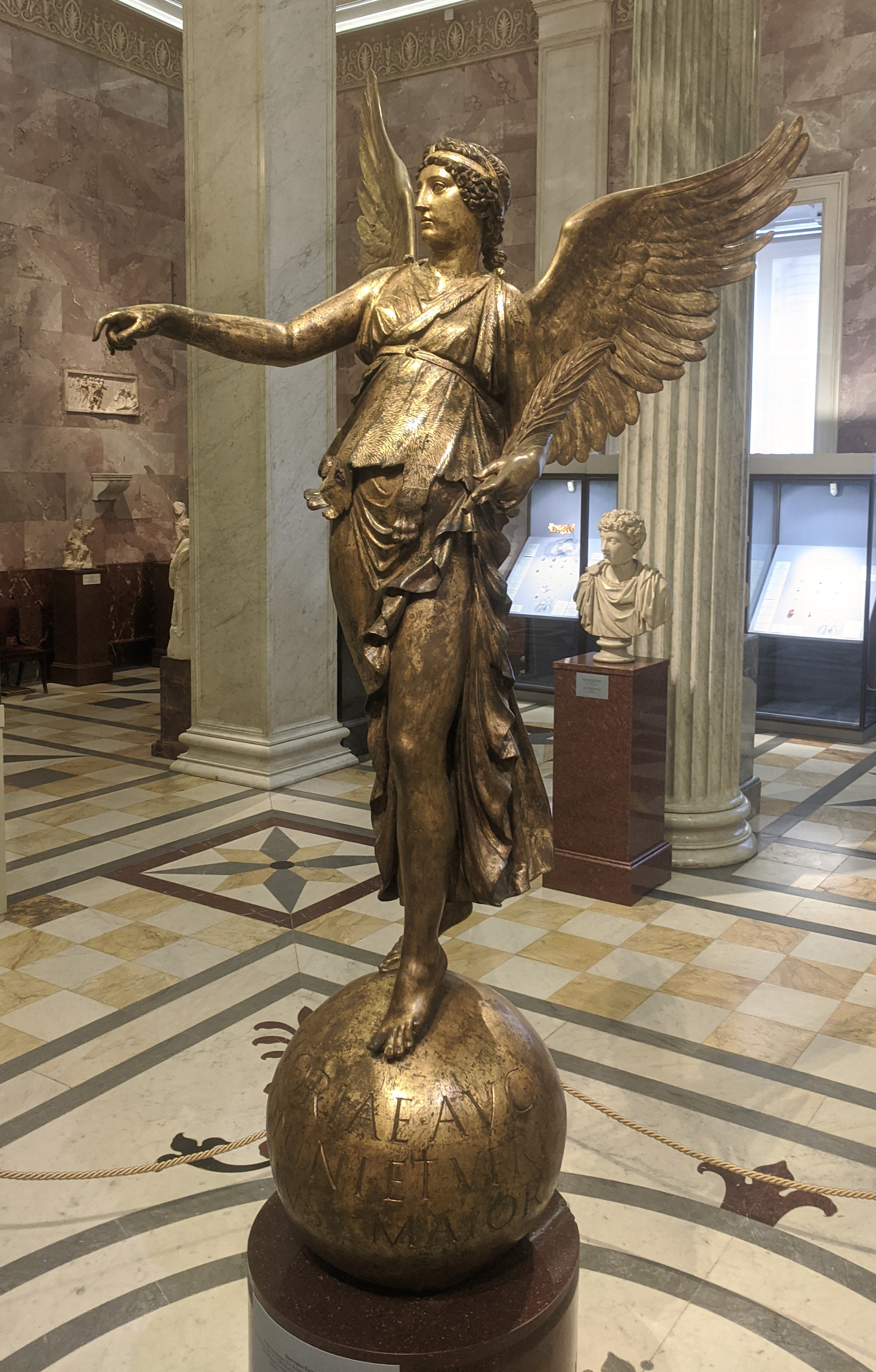
Victoria von Calvatone

Victoria von Calvatone ist die Bezeichnung für eine vergoldete Bronzestatue aus der römischen Kaiserzeit. Sie gehört zum Bestand der Berliner Antikensammlung und wird heute in der Eremitage in St. Petersburg aufbewahrt.

## Beschreibung und Inschrift

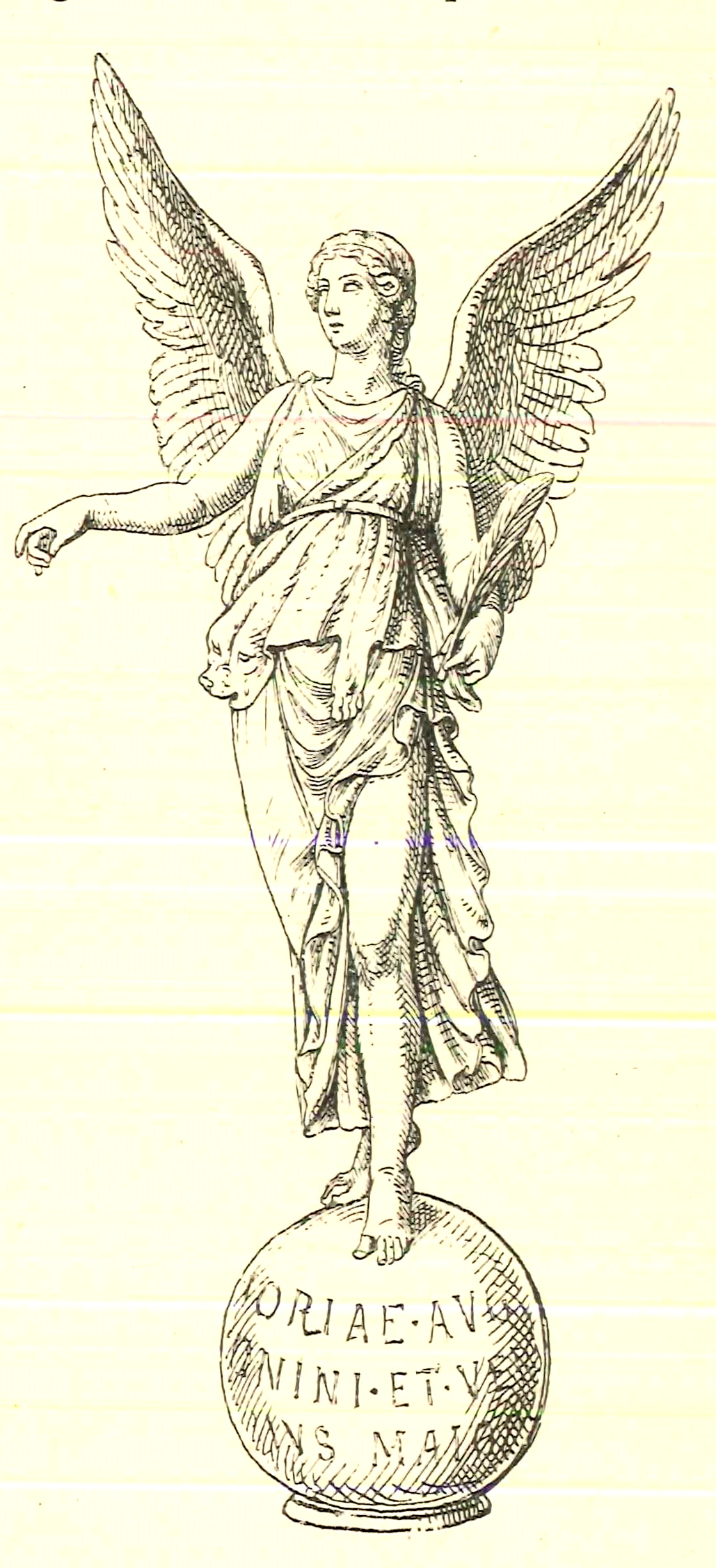
Zeichnung der Victoria von Calvatone

Es handelt sich um eine 1,70 m hohe Statue einer schlanken Frauengestalt aus dünn gegossener Bronze. Dargestellt ist nach traditioneller Deutung die geflügelte römische Siegesgöttin Victoria, die auf einem Globus steht und sich im Stil hellenistischer Mänadenfiguren in tanzender, nahezu schwebender Bewegung befindet. Sie trägt einen Chiton und hat vergleichsweise lange Beine, von denen das linke nach vorne gestellt ist und aus der Bekleidung hervorragt. An der linken Schulter festgeknüpft und auf Hüfthöhe mit einem Gurtband befestigt ist ein Pantherfell. Der rechte Arm der Figur ist nach vorne ausgestreckt – ob sie ursprünglich in ihrer Hand einen Kranz hielt, ist unbekannt –, während der linke einen (allerdings modern ergänzten) Palmzweig hält. Der Kopf der Statue orientiert sich dagegen an Vorbildern der klassischen Zeit (5. Jahrhundert v. Chr.) und blickt leicht nach rechts. Die Haare werden von einer Binde gehalten, die doppelt um den Kopf gelegt und über der Stirn noch einmal nach hinten gebunden ist.
Auf dem Globus befindet sich in ungefähr 5,5 cm hohen Buchstaben die Inschrift „Victoriae Aug(ustorum) / Antonini et Veri / M(arcus) Satrius Maior“ (Übersetzung mit Ergänzungen in Klammern: „Der Sieghaftigkeit [Victoria] der Kaiser (Marcus Aurelius) Antoninus und (Lucius Aurelius) Verus, (gestiftet von) Marcus Satrius Maior“).
Als Stifter des Kunstwerks tritt in der Inschrift ein sonst nicht bekannter Marcus Satrius Maior auf; sein Name ist für das antike Oberitalien mehrfach belegt. Nach der Inschrift ist das Kunstwerk während der gemeinsamen Regierungszeit der Kaiser Mark Aurel und Lucius Verus, das heißt in den Jahren zwischen 161 und 169, entstanden. Es symbolisiert die Sieghaftigkeit und den Machtanspruch dieser beiden Herrscher und bezieht sich vermutlich auf den erfolgreich verlaufenen Partherkrieg des Lucius Verus, der von 161 bis 166 dauerte. Darauf könnte auch die Tatsache hindeuten, dass die Victoria nicht in ihrer typischen Darstellungsform, sondern nach Art der Mänaden, also der Begleiterinnen des Dionysos abgebildet ist. Lucius Verus ließ sich nach Abschluss des Feldzugs als νέος Διόνυσος („Neuer Dionysos“) feiern, eine Anspielung auf den mythischen Feldzug des Gottes in den Osten. Auch die Darstellung des Pantherfells an der Victoria von Calvatone ist wohl ein symbolischer Verweis auf den Orient.
Zu einer anderen Deutung führte die Neuuntersuchung des Kunstwerks 2016 bis 2019. Es wurde festgestellt, dass die modern ergänzten Flügel beim antiken Original vermutlich nicht vorhanden waren. Vor dem Hintergrund dieses Ergebnisses wurde vorgeschlagen, die Statue statt als Victoria als Darstellung der Jagdgöttin Diana zu interpretieren, an deren Statuen Pantherfelle häufiger nachgewiesen sind.

## Auffindung, Ergänzung und Aufbewahrung

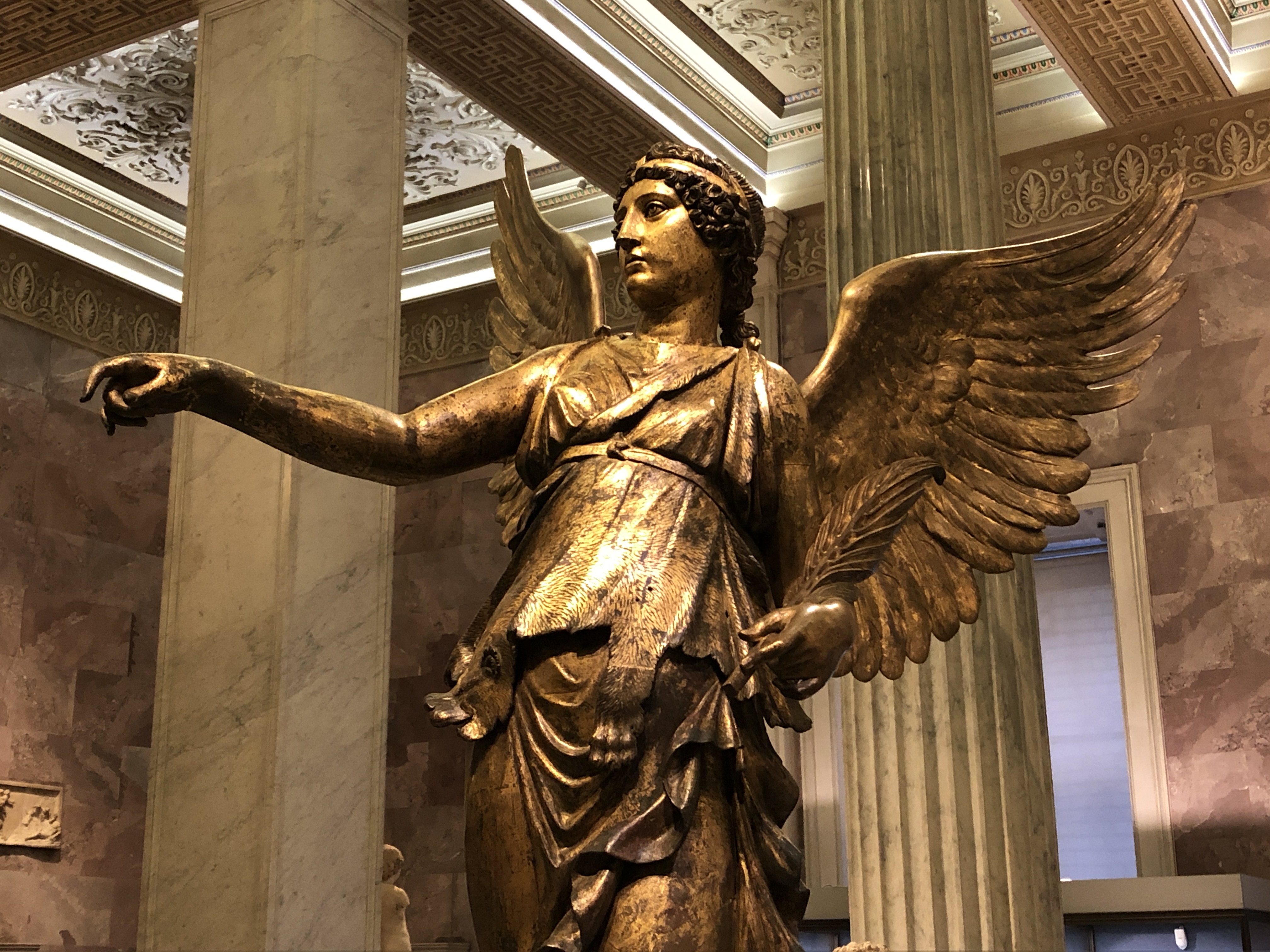
Detail der Victoria von Calvatone

1836 wurde die Staue bei Calvatone nahe dem italienischen Cremona in vier Einzelteilen gefunden. Im Februar fanden Landarbeiter bei der Arbeit auf dem Anwesen von Luigi Alovisi zunächst den Kopf. Alovisi hielt sie an, nach weiteren Teilen Ausschau zu halten, woraufhin am 14. März der Körper, der Globus und der rechte Arm ans Tageslicht kamen. Die abgebrochenen Stücke ließen sich problemlos wieder zusammenfügen; die restlichen, verloren gegangenen Teile wurden später durch deutsche Restauratoren ergänzt. Diese modernen Zusätze sind im Einzelnen: Der linke Arm ab der Schulter inklusive Palmzweig, das linke Bein (mit Ausnahme eines Stückes des Oberschenkels und des großen Zehs), die Nasenspitze, einen Teil der linken Wange, einer der Haarbüschel, die Flügel sowie die Gewandknoten auf den Schultern. Der Schwanz des Pantherfells ist abgebrochen. Die Vergoldung war bei der Auffindung noch gut erhalten und wurde bei den anschließend hinzugefügten Stellen ebenfalls ergänzt.
Gustav Friedrich Waagen, damals Direktor der Berliner Gemäldegalerie, erwarb die Victoria von Calvatone im Dezember 1841 zum Preis von 12.000 österreichische Lire für das Königliche Museum zu Berlin, wo sie bis zur kriegsbedingten Schließung des Museums 1939 zu sehen war. In dieser Zeit wurden diverse Kopien angefertigt, die unter anderem nach Berlin, Rom, Cremona und Moskau gelangten. Nach 1941 wurde das Original zum Schutz vor Luftangriffen mit dem anderen Inventar des Antikenmuseums in die Tresore der noch nicht völlig fertiggestellten Neuen Reichsmünze (heute: „Alte Münze“) am Molkenmarkt ausgelagert und dort in Feld 23 aufbewahrt. Seit Ende des Zweiten Weltkriegs galt die Victoria von Calvatone als verschollen. Wie sich jedoch später herausstellte, wurde sie 1946 von einem russischen Experten für antike Kunst gezielt zum Abtransport nach Russland herausgesucht. Dort angekommen, wurde sie aber fälschlicherweise der Abteilung für französische Plastik des 17. Jahrhunderts zugeordnet und in ein Sonderdepot der Eremitage eingelagert. Im Rahmen museumsgeschichtlicher Forschungen und konservatorischer Analysen durch russische Spezialisten wurde das Objekt identifiziert und wieder richtig zugeordnet. 2016 wurde von den russischen Wissenschaftlern veröffentlicht, dass es sich um „kriegsbedingt verlagertes“ Kulturgut aus den Berliner Museen handele. Daraufhin vereinbarten der Präsident der Stiftung Preußischer Kulturbesitz, Hermann Parzinger, und der Generaldirektor der Eremitage, Michail Piotrowskij, die Skulptur gemeinsam wissenschaftlich zu bearbeiten und angesichts ihres schlechten Zustands zu restaurieren. Nach Abschluss dieser Arbeiten wurde das Werk im Rahmen der Sonderausstellung „Die Victoria von Calvatone: Das Schicksal eines Meisterwerks“ in der Eremitage vom 7. Dezember 2019 bis zum 8. März 2020 wieder der Öffentlichkeit präsentiert.